# Karl Heinrich Pohl

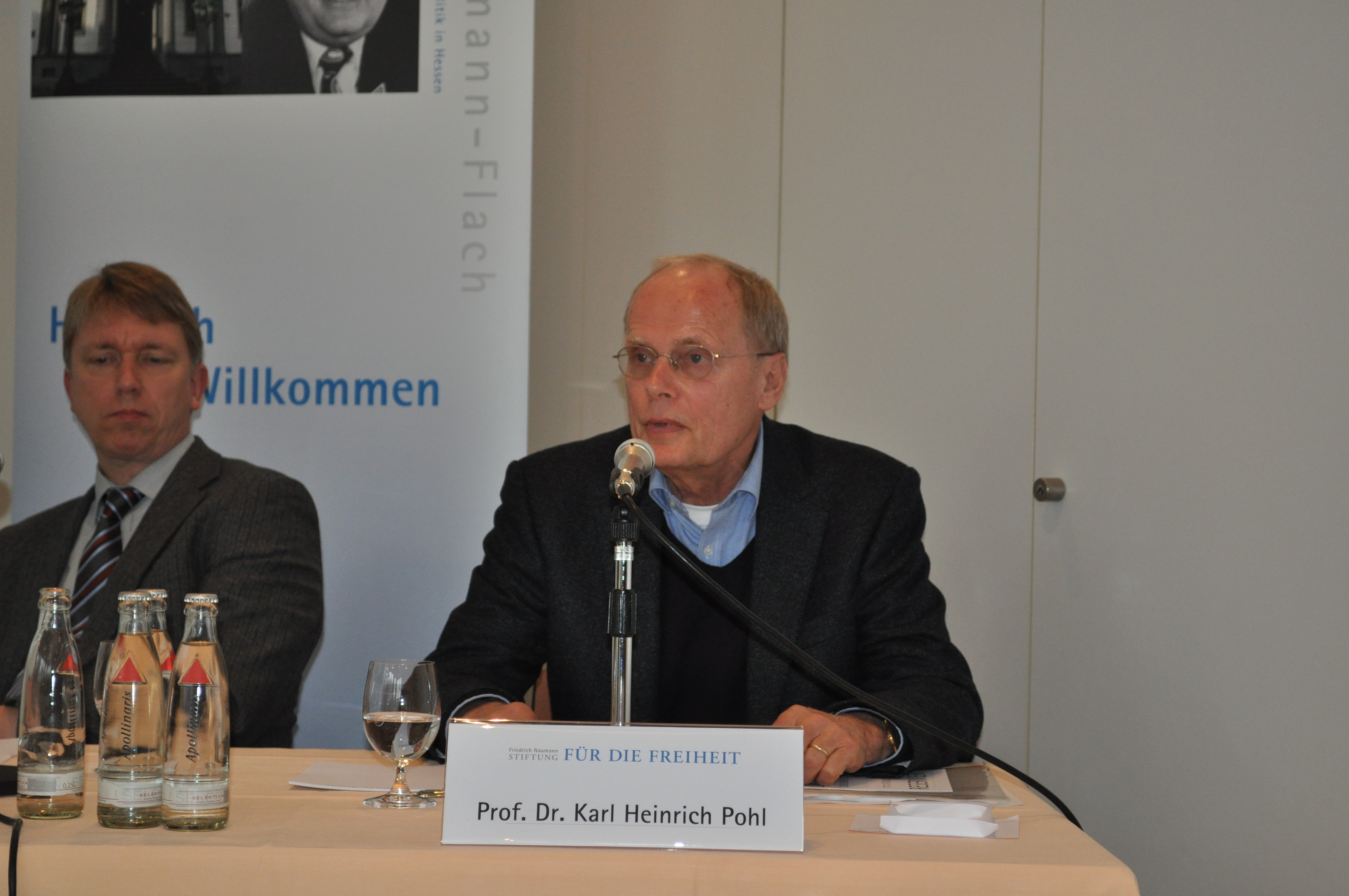
Karl Heinrich Pohl beim Kolloquium des Archivs des Liberalismus, 2012

Karl Heinrich Pohl (* 9. Juni 1943 in Schweidnitz, Landkreis Schweidnitz, Provinz Niederschlesien) ist ein deutscher Historiker und Geschichtsdidaktiker.

## Leben
Nach einem Studium der Geschichte, Germanistik und Politischen Wissenschaften an den Universitäten Tübingen, München und Hamburg legte er die Staatsexamina für das Höhere Lehramt in Hamburg 1971 und 1978 ab. 1978 wurde er in Hamburg promoviert. Seine Habilitation erfolgte 1989 an der Universität Bielefeld. Von 1974 bis 1976 war er Kollegiat am Europa-Kolleg Hamburg. In den Jahren 1978 bis 1981 war er Wissenschaftlicher Assistent an der Pädagogischen Hochschule Westfalen-Lippe in Bielefeld. Danach war er bis 1987 als Hochschulassistent an der Universität Bielefeld tätig. Von 1989 bis 1995 war er Privatdozent und Mitarbeiter im SFB 177 „Geschichte des neuzeitlichen Bürgertums im internationalen Vergleich“.
Seit 1995 hatte er den Lehrstuhl für Geschichte und ihre Didaktik an der Erziehungswissenschaftlichen Fakultät der Christian-Albrechts-Universität zu Kiel (CAU) inne und seit 2001 die Professur für Geschichte und ihre Didaktik II im Historischen Seminar der CAU Kiel. Bis Ende des Sommersemesters 2009 war er Mitglied des Direktoriums des Instituts für schleswig-holsteinische Zeit- und Regionalgeschichte (IZRG) in Schleswig. Am Ende des Sommersemesters 2010 wurde er pensioniert.
2002 wurde er für die Herausgabe eines Sammelbandes über Gustav Stresemann mit dem Wolf-Erich-Kellner-Preis ausgezeichnet.

## Forschungstätigkeit
Seine Arbeits- und Interessenschwerpunkte sind die deutsche Geschichte im 19. und 20. Jahrhundert (Arbeiterbewegung, Bürgertum), die Regionalgeschichte sowie die Didaktik der Geschichte (außerschulische Lernformen, Studienreformprojekte).

## Veröffentlichungen
Monografien
- Weimars Wirtschaft und die Außenpolitik der Republik 1924–1926. Vom Dawes-Plan zum Internationalen Eisenpakt. Droste, Düsseldorf 1979, ISBN 3-7700-0525-2 (zugleich: Diss. phil., Univ. Hamburg 1978).
- Zwischen protestantischer Ethik, Unternehmerinteresse und organisierter Arbeiterbewegung. Zur Geschichte der Arbeitsvermittlung in Bielefeld von 1887 bis 1914 (= Bielefelder Beiträge zur Stadt- und Regionalgeschichte. Band 8). SLB Bielefeld, Bielefeld 1991, ISBN 3-928884-08-5.
- Die Münchener Arbeiterbewegung. Sozialdemokratische Partei, freie Gewerkschaften, Staat und Gesellschaft in München 1890–1914 (= Schriftenreihe der Georg-von-Vollmar-Akademie. Band 4). Saur, München 1992, ISBN 3-598-22023-5 (zugleich: Habil.-Schr., Univ. Bielefeld 1989).
- Adolf Müller. Geheimagent und Gesandter in Kaiserreich und Weimarer Republik. Bund-Verlag, Köln 1995, ISBN 3-7663-2514-0.
- Der kritische Museumsführer. Neun historische Museen im Fokus. b|d edition, Schwalbach am Taunus 2013, ISBN 978-3-89974-323-4.
- Gustav Stresemann. Biografie eines Grenzgängers. Vandenhoeck & Ruprecht, Göttingen 2015, ISBN 978-3-525-30082-4.
- Sachsen 1923. Das linksrepublikanische Projekt – eine vertane Chance für die Weimarer Demokratie? Vandenhoeck & Ruprecht, Göttingen 2022, ISBN 978-3-525-31143-1.

Herausgeberschaften
- mit Simone Lässig und James Retallack: Modernisierung und Region im wilhelminischen Deutschland. Wahlen, Wahlrecht und Politische Kultur. Verlag für Regionalgeschichte, Bielefeld 1995, ISBN 3-89534-233-5.
- mit Simone Lässig: Sachsen im Kaiserreich. Politik, Wirtschaft und Gesellschaft im Umbruch. Böhlau, Köln / Weimar / Wien 1997, ISBN 3-412-04396-6.
- Historiker in der DDR. Vandenhoeck & Ruprecht, Göttingen 1997, ISBN 3-525-33558-X (Digitalisat).
- Regionalgeschichte heute. Das Flüchtlingsproblem in Schleswig-Holstein nach 1945. Verlag für Regionalgeschichte, Bielefeld 1997, ISBN 3-89534-205-X.
- mit Tobias Herrmann: Flüchtlinge in Schleswig-Holstein nach 1945. Zwischen Ausgrenzung und Integration. Verlag für Regionalgeschichte, Bielefeld 1999, ISBN 3-89534-252-1.
- Wehrmacht und Vernichtungspolitik. Militär im nationalsozialistischen System. Vandenhoeck & Ruprecht, Göttingen 1999, ISBN 3-525-01382-5 (Digitalisat).
- Die Pädagogische Hochschule Kiel im Dritten Reich (= Sonderveröffentlichungen der Gesellschaft für Kieler Stadtgeschichte. Band 36). Verlag für Regionalgeschichte, Bielefeld 2001, ISBN 3-89534-377-3.
- Politiker und Bürger. Gustav Stresemann und seine Zeit. Vandenhoeck & Ruprecht, Göttingen 2002, ISBN 3-525-36263-3 (Digitalisat).
- mit Thomas Hill: Projekte in Schule und Hochschule. Das Beispiel Geschichte. Verlag für Regionalgeschichte, Bielefeld 2002, ISBN 3-89534-433-8.
- mit Michael Ruck: Regionen im Nationalsozialismus (= IZRG-Schriftenreihe. Band 10). Verlag für Regionalgeschichte, Bielefeld 2003, ISBN 3-89534-490-7.
- mit Manfred Jessen-Klingenberg: Sehestedt aus regionalgeschichtlicher Perspektive. Ein Beitrag zu einer modernen Ortsgeschichte. Kovač, Hamburg 2007, ISBN 978-3-8300-3020-1.
- mit Simone Lässig: Projekte im Fach Geschichte. Historisches Forschen und Entdecken in Schule und Hochschule. Wochenschau-Verlag, Schwalbach am Taunus 2007, ISBN 978-3-89974-323-4.
- mit Katja Köhr und Hauke Petersen: Gedenkstätten und Erinnerungskulturen in Schleswig-Holstein. Frank & Timme, Berlin 2011, ISBN 978-3-86596-280-5.
- mit Ludwig Fromm: Das Lager verschwand aus dem kommunalen Gedächtnis. Erinnerungskulturen in Schleswig-Holstein nach 1945. Wachholtz, Neumünster 2011, ISBN 978-3-529-02442-9.
- Historische Museen und Gedenkstätten in Norddeutschland. Husum Druck- und Verlagsgesellschaft, Husum 2015, ISBN 978-3-89876-785-9.